# Witold Dobrołowicz
Witold Dobrołowicz (ur. 29 kwietnia 1932 w Kiełojciach) – polski pedagog i psycholog, doktor habilitowany nauk humanistycznych o specjalności psychologia ogólna, psychologia twórczości naukowo-technicznej.

## Życiorys
W 1957 ukończył pedagogikę i psychologię w Państwowym Instytucie Pedagogicznym im. Hercena. W 1971 na Wydziale Humanistycznym Uniwersytetu Śląskiego w Katowicach obronił rozprawę doktorską uzyskując stopień doktora nauk humanistycznych w zakresie psychologii. W 1979 na Wydziale Filozoficzno-Historycznym Uniwersytetu Łódzkiego uzyskał stopień doktora habilitowanego nauk humanistycznych w zakresie psychologii.
W 1971 rozpoczął pracę w szkolnictwie wyższym. Najpierw w Wyższej Szkoły Pedagogicznej w Kielcach, w której kierował Katedrą Psychologii (1980–1988), był dyrektorem Instytutu Pedagogiki oraz dziekanem Wydziału Pedagogicznego (1984–1985). Od 1988 pracował w Wyższej Szkole Pedagogiki Specjalnej (gdzie w 1991 został profesorem), w której w 1993 został kierownikiem Katedry Psychologii. Podjął pracę w Wyższej Szkole Finansów i Zarządzania w Warszawie na Wydziale Psychologii. Został profesorem wizytującym Wszechnicy Polskiej – Szkoły Wyższej Towarzystwa Wiedzy Powszechnej.
Promotor prac doktorskich oraz recenzent prac doktorskich i habilitacyjnych. Pod jego kierunkiem stopień naukowy doktora otrzymał m.in. Maciej Karwowski.

## Zainteresowania naukowe
Jego zainteresowania naukowe koncentrują się wokół roli uwagi w procesach uczenia się i nauczania, twórczości technicznej oraz psychodydaktyki kreatywności.

## Ważniejsze prace
- Elementy psychologii uczenia się i nauczania (1976)
- Badania nad recepcją informacji (1977)
- Psychologiczne problemy uwagi kognitywnej (1978)
- Psychologia twórczości w zarysie (1982)
- Psychologia uwagi (1985)
- Problemy uwagi w pracy pedagogicznej (1985)
- Psychologia twórczości technicznej (1993)
- Psychika i bariery (1993)
- Edison – droga sukcesu (1994)
- Myśleć intuicyjnie (1995)
- Psychodydaktyka kreatywności (1995)[1]